# El habilitado
El habilitado és una pel·lícula filmada en color de l'Argentina dirigida per Jorge Cedrón segons el seu propi guió escrit en col·laboració amb Miguel Briante que es va estrenar el 17 de març de 1971 i que va tenir com a protagonistes a Héctor Alterio, Billy Cedrón, Ana María Picchio i Walter Vidarte.

## Sinopsi
El vincle entre cinc empleats d'una botiga marplatenca que tracten d'escalar posicions sobre la seva trista situació.

## Repartiment
Van participar del film els següents intèrprets:
- Héctor Alterio
- Billy Cedrón
- Ana María Picchio
- Carlos Antón
- Walter Vidarte
- José María Gutiérrez
- Gladys Cicagno
- Marta Gam
- Héctor Tealdi
- Claude Marting
- Alfredo Quesada
- Norberto Pagani
- Pablo Cedrón[2]

## Comentaris
La Opinión va opinar:
| « | ”Llenguatge fílmic despullat de tot efeminament, amb imatges descarnades…cadascun dels personatges és definit amb precisió.” | » |

Jorge Cedrón a Clarín va dir:
| « | ”No trobaran en la meva pel·lícula aquestes vastes teories sobre la realitat que construeixen alguns cineastes a la francesa, vull que trobin la realitat…no una realitat generalitzada, abstracta…En la meva pel·lícula cap més l'estètica d'un Roberto Arlt, d'un Beckett que els firuletes d'alguns addictes a la nouvelle vague.” | » |

Manrupe i Portela escriuen:
| « | ”Bon acostament a una història d'oficina, les seves mesquineses i la competitivitat.” | » |